# Museo dell'aria e dello spazio

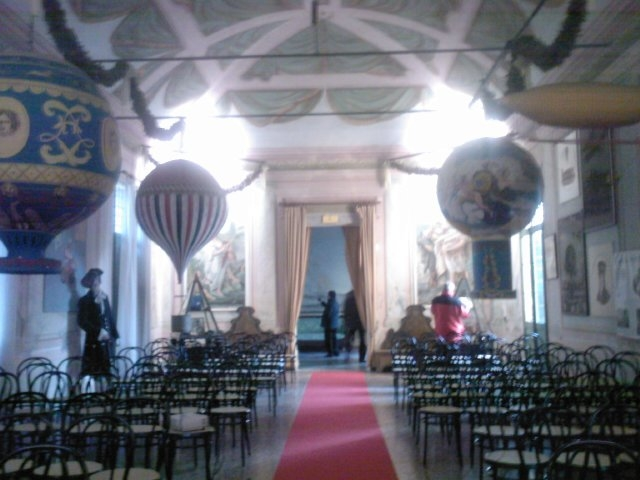
Il salone delle mongolfiere.

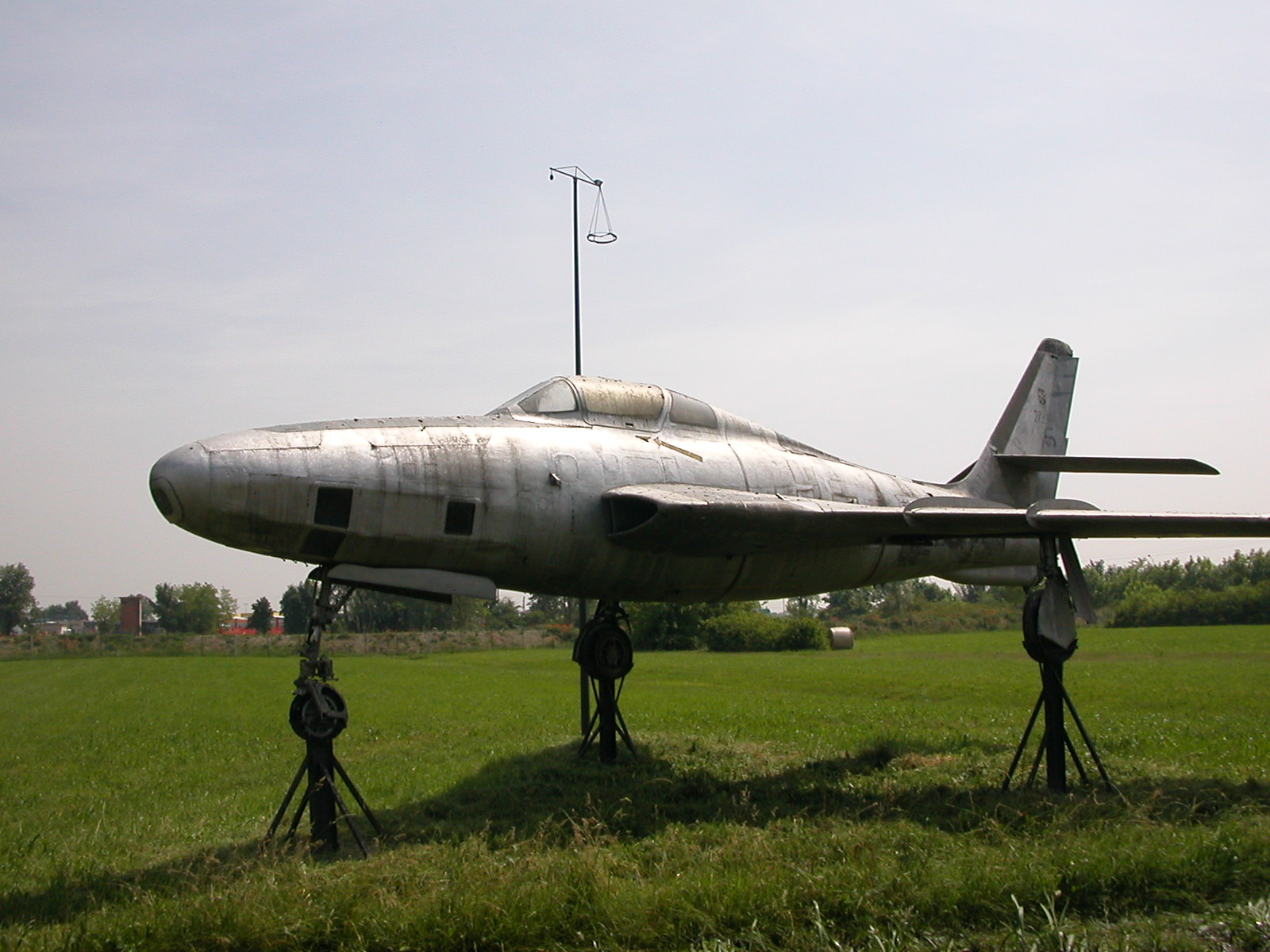
Il Republic RF-84F Thunderflash gate guardian davanti al Castello di San Pelagio, Due Carrare (PD).

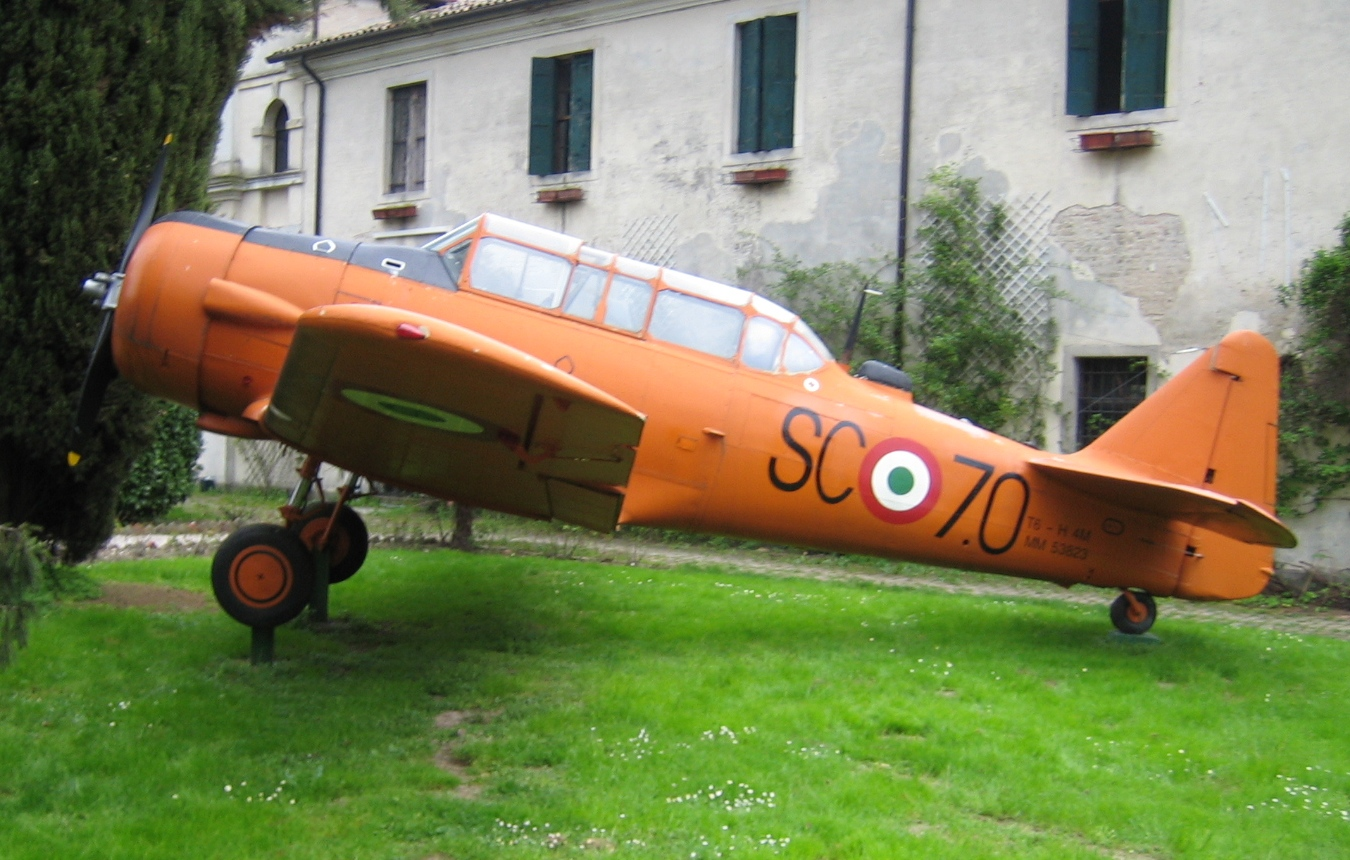
Il North American T-6 Texan esposto nel cortile interno.

Il Museo dell'Aria e dello Spazio è un museo aeronautico situato in località San Pelagio, nel comune padovano di Due Carrare. Inaugurato il 20 settembre 1980 è situato all'interno di Villa Zaborra Castello di San Pelagio. 
Oltre alla presenza di diversi velivoli esposti e di modelli in scala, particolare attenzione viene data alla cura della ricostruzione scenografica della cucina e della sala dove si pianificò il Volo su Vienna effettuato il 9 agosto 1918 dalla 87ª Squadriglia Aeroplani e comandata dal maggiore Gabriele D'Annunzio, partito dal campo di aviazione che era ubicato a sud di Villa Zaborra.

## Struttura architettonica
Il museo occupa la struttura e le dipendenze di Villa Zaborra Castello di San Pelagio, una delle oltre tremila Ville Venete presenti nel territorio, edificio storico la cui costruzione originaria risale al XVI secolo, ampliata nei secoli successivi inglobando elementi architettonici precedenti dei quali il più rappresentativo è la torre merlata del XII secolo parte del sistema difensivo della signoria cittadina dei da Carrara.
La parte espositiva è divisa in due sezioni:
- esterna, con i velivoli e i sistemi bellici esposti come gate guardian all'esterno e nel giardino interno della villa.
- interna, con 38 tra sale e salette espositive dedicate all'evoluzione del volo umano dalla mongolfiera allo Space Shuttle.

## Le sale

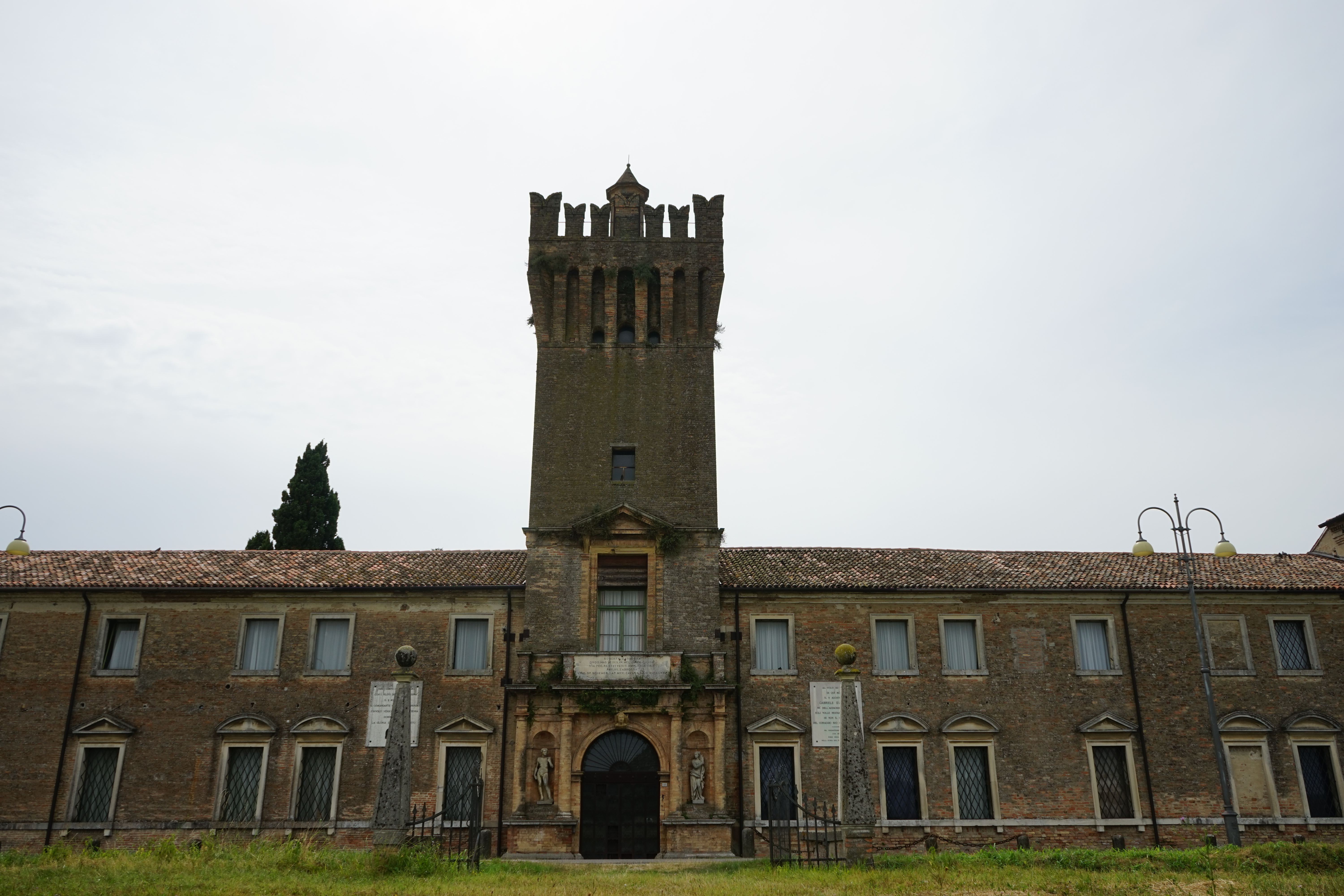
Facciata Castello di San Pelagio, Museo del volo.

Qui di seguito verranno illustrate alcune delle più importanti sale interne al museo.

### Sala Leonardo Da Vinci
Tra le sale interne al Museo, c'è la sala dedicata a Leonardo da Vinci (1452-1519).
Sono esposti i modelli di alcuni studi sul volo dello scienziato che risalgono alla fine del XV secolo. Tra questi ci sono la vite elicoidale, prono ad ala battente,così detto dalla posizione del pilota, i modelli del semi ornitottero ad ala fissa e il modello del paracadute.

### Sala Fratelli Montgolfier

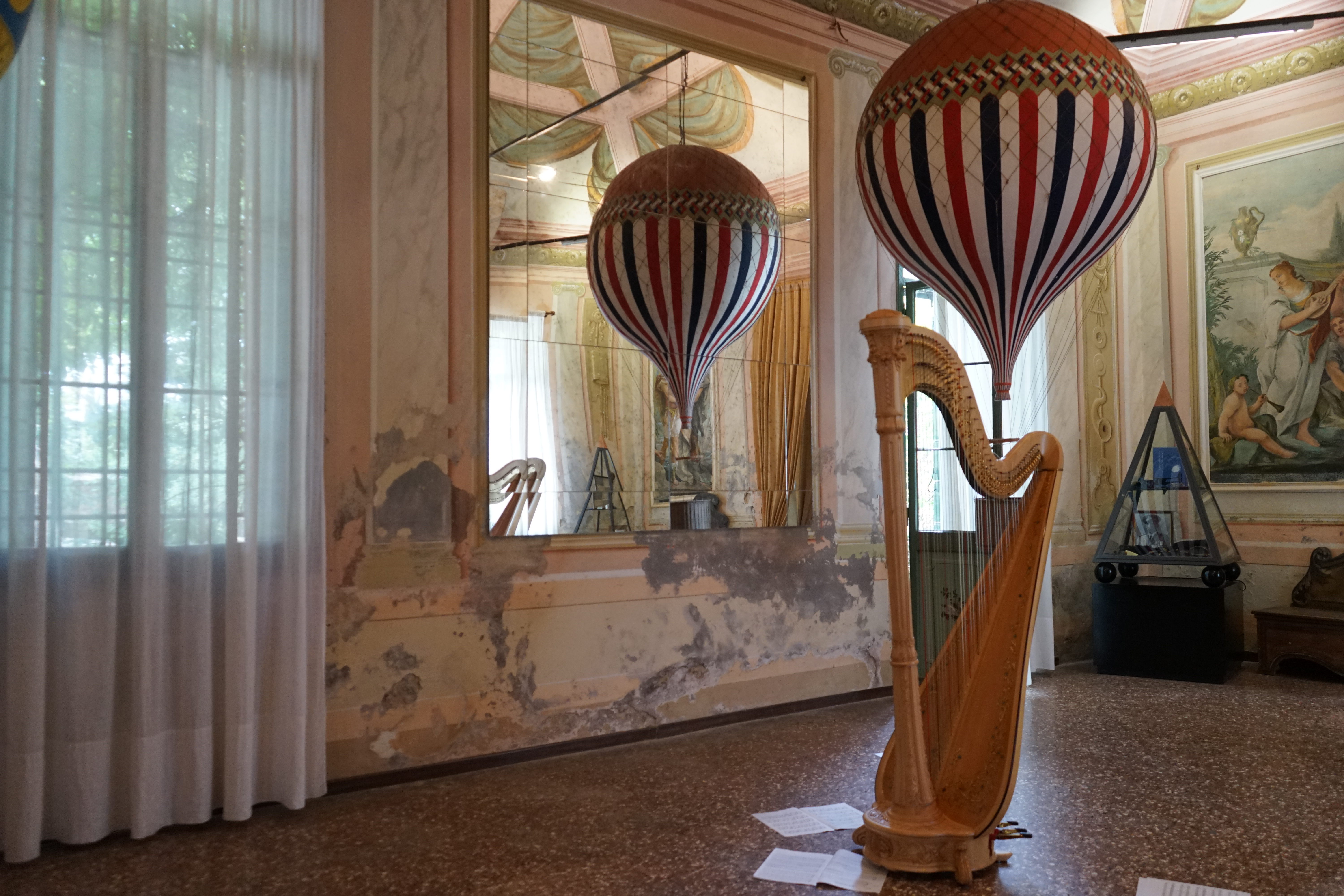
Museo del volo, Sala fratelli Mongolfier.

All'interno di questa sala si trovano le riproduzioni in gesso di tre Mongolfiere ideate dai fratelli Montgolfier e il Dirigibile di Giffard (1825-1882).

### Sala della musica e del volo
In quel periodo venivano composti spartiti musicali sulle imprese aviatorie di varie epoche e le copertine dei dischi ne venivano adornate. Queste sono esposte al museo lungo una parete.
In questa sala si può osservare un tornio degli inizi del secolo scorso utilizzato per la costruzione di eliche in legno.
Per cucire le tele di aerei, di dirigibili e di paracaduti si utilizzava la macchina da cucire, una modello Singer vi è esposta al museo. Durante i lavori di restauro del castello, vennero ritrovato strumenti musicali e tra essi il Chitarrone veneto datato fine 1700.

### Sala del Draken
Il Draken è il pallone frenato d'uso militare usato per l'osservazione aerea.
All'interno della sua cesta prendeva posto l'osservatore che era sospeso nel vuoto per ore. Egli comunicava in tempo reale l'avanzata del nemico attraverso segnalazioni manuali o con l'uso di bandierine.
Un altro dirigibile è il dirigibile Italia 1 del conte Almerico da Schio costruito nel 1905 e il modello dell'Etrich Taube del costruttore boemo Igo Etrich usato dagli italiani in Libia nel 1911 per il lancio manuale di piccoli ordigni bellici del tipo "Cipelli".

### Sala del volo su Vienna
Attraverso le finestre di questa sala si può ammirare il campo di volo in cui il 9 agosto del 1918 si alzarono gli undici diretti a Vienna, dieci erano monoposto e uno solo biposto.

### Sala della Luna e della Vela Solare
Dal 1992 questa sala ospita il modello originale di astronave a vela solare proveniente dall'Università di Padova. Realizzata con materiali originali doveva, in occasione del 5º centenario della scoperta dell'America, prendere parte alla Space Sail Cup, regata spaziale organizzata tra i continenti America, Europa, Asia. Tale regata doveva consistere nel viaggio di tre astronavi a vela solare verso la Luna e poi verso Marte, sospinte dal vento solare.

### Sala della P.A.N
Riproduzione della Pattuglia Acrobatica Italiana "Frecce Tricolori" con i modelli dei Fiat G.91 in uso fino al 1984.
Si trova anche un modello del Tornado.

### Sala M. C. Micheli
Dedicata alla storia dell'elicottero e alla prima elicotterista italiana Maria Concetta Micheli.

## I pionieri
All'interno del museo si trovano:
- il modello del Flyer1 dei fratelli Wright, ufficialmente il primo aereo della storia;
- un modello del 14 - bis di Santos Dumont, un biplano di tipo Canard, a struttura scatolata ed elica spingente;
- un modello del Blériot XI, di Louis Blériot che compì nel 1909 la prima traversata del canale della Manica in 36 minuti ad una quota di 100 m. slm alla velocità di circa 60 km/h;
- un modello del Voisin-delegrange di Leon Delagrange.[4]

### Velivoli e sistemi bellici in esposizione
Aerei

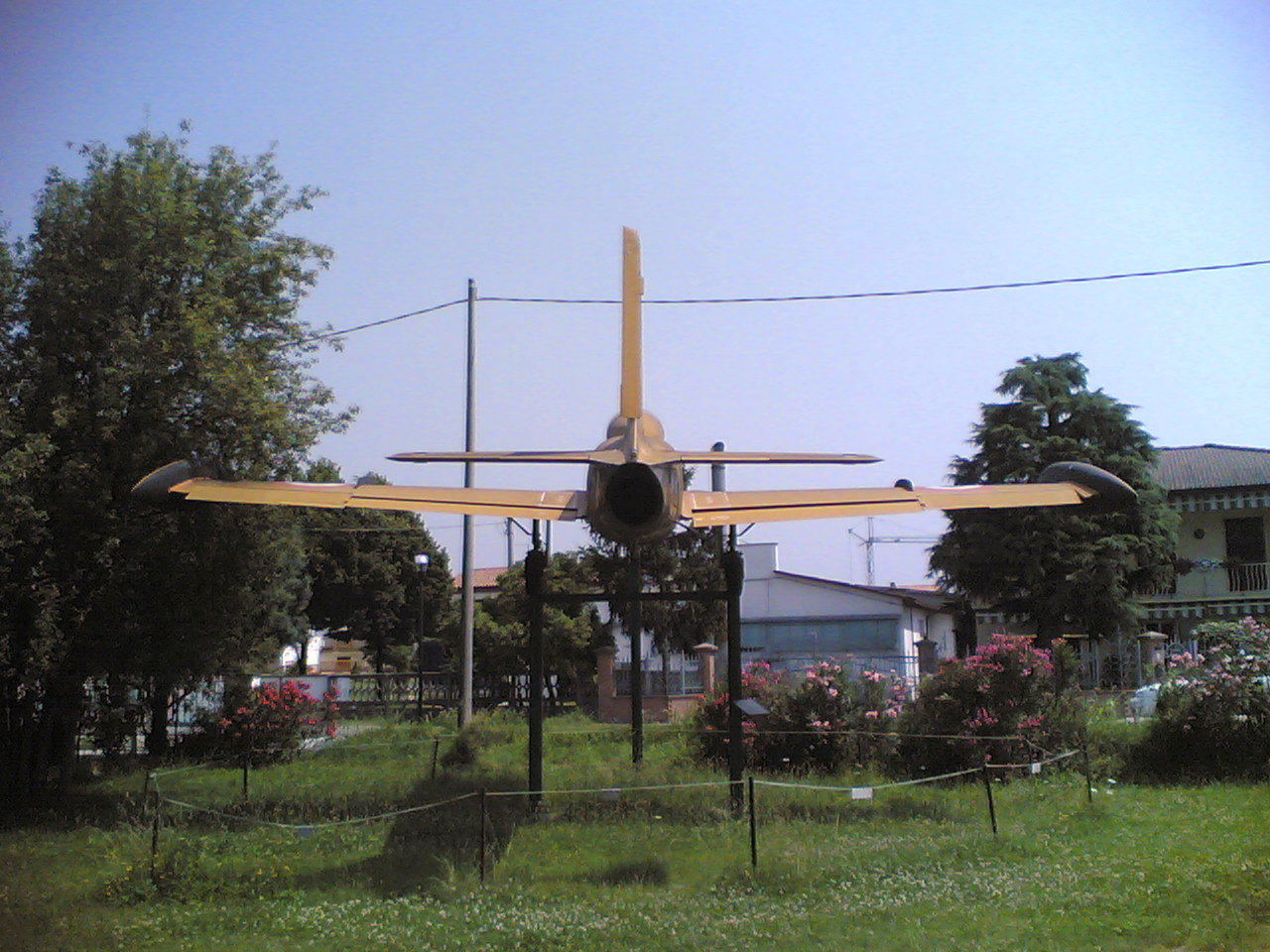
Vista posteriore dell'Aermacchi MB-326 esposto come gate guardian all'esterno del Museo dell'Aria e dello Spazio di San Pelagio.

- Aermacchi MB.308 - aereo da turismo
- Aermacchi MB-326 - aereo da addestramento
- AVIA FL.3 - aereo da turismo
- Fairchild UC-61K Forwarder - aereo da addestramento
- North American T-6 Texan SC-70 - aereo da addestramento
- Republic RF-84F Thunderflash - Fotoricognitore a getto.

Elicotteri
- Agusta-Bell AB 47
- Agusta-Bell AB 204

Armi missilistiche
- MIM-3 Nike Ajax - missile terra-aria
- MIM-14 Nike Hercules - missile terra-aria

Alianti e motoalianti
- AM 10 Trieste
- CAT 20
- Ec38/56 Urendo C
- Fauvel AV-36
- CVV6 Canguro

Motori aeronautici
- Piaggio P.XII
- General Electric J47-GE-17B

Il 17 maggio 2013 uno dei pezzi più prestigiosi della collezione, il Grumman HU-16A Albatross 15-14 (MM51-7253 già MSN G344, idrovolante da soccorso aereo) è stato demolito, dopo essere stato trasferito all'associazione Fly Albatross di Ravenna nata con lo scopo di preservarlo. Non sono chiare le motivazioni della demolizione

## D'Annunzio e la prima guerra mondiale 1915 – 1918

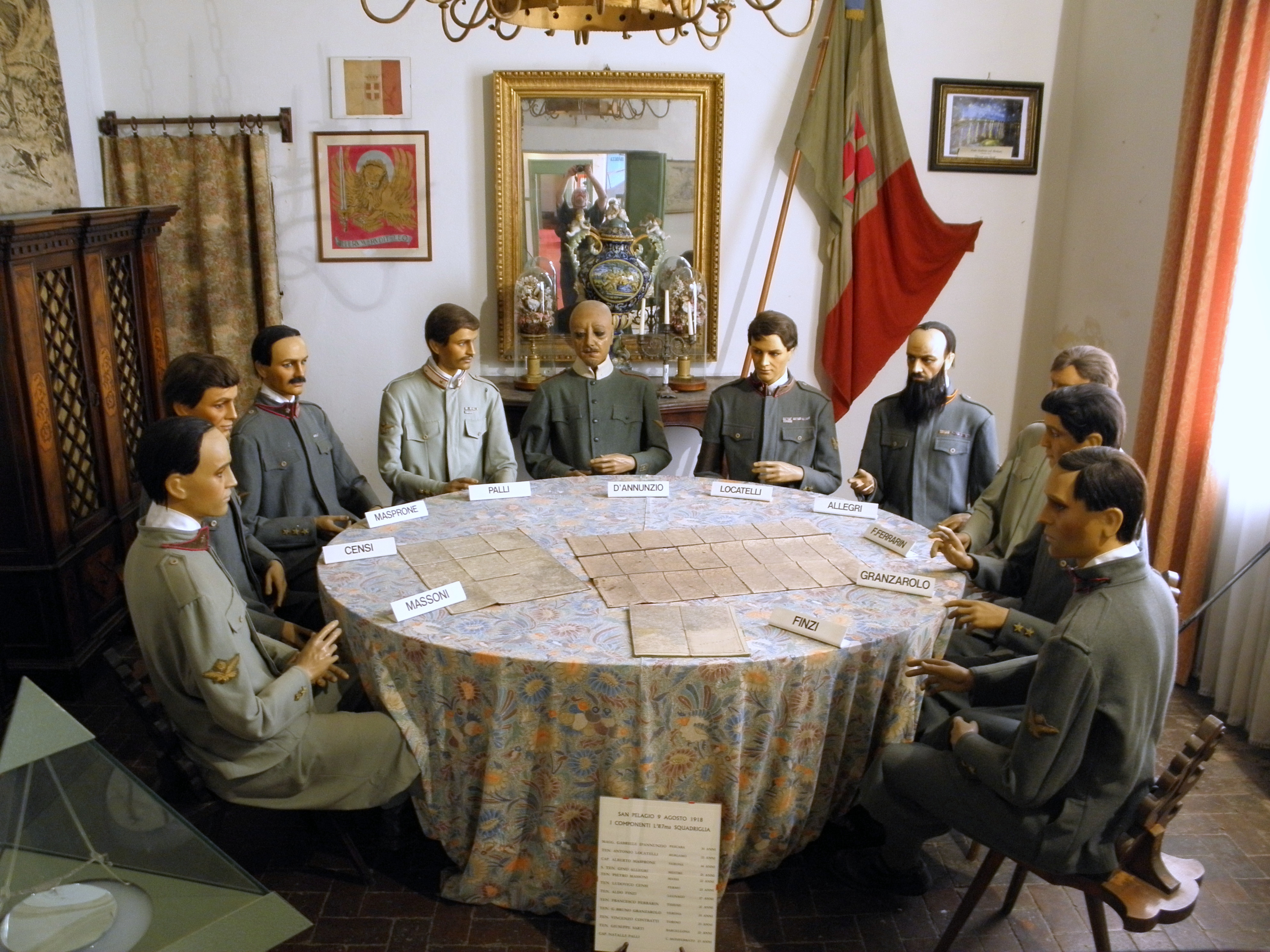
Ricostruzione della sala dove si tenne la pianificazione della missione su Vienna

Tra il 1917 e il 1918 Gabriele D'Annunzio ha soggiornato ospite del Conte Cesare Zaborra e in questo periodo abitò saltuariamente a San Pelagio in preparazione del Volo su Vienna. All'interno del museo si può osservare l'appartamento in cui il poeta soggiornò per un anno.
Qui si riunì con tutti i piloti della 87ª Squadriglia Aeroplani "Serenissima":
- Maggiore Gabriele d'Annunzio (Pescara 1863-Gardone Riviera 1938),
- Girolamo Allegri (Venezia 1893-San Pelagio 1918),
- Ludovico Censi (Fermo 1895-S. Severino Marche 1964),
- Vincenzo Contratti (Torino 1893-Portobuffolé 1918),
- Francesco Ferrarin (Thiene 1896-1964),
- Aldo Finzi (Legnago 1891-Fosse Ardeatine 1944),
- Giordano Bruno Granzarolo (Villa Bartolomea 1894-Padova 1948),
- Antonio Locatelli (Bergamo 1895-Etiopia 1936),
- Alberto Masprone (Verona 1884-Milano 1964),
- Pietro Massoni (Massa 1896-Lucca 1956),
- Natale Palli (Casale Monferrato 1895-Saint Foy 1923),
- Giuseppe Sarti (Barcellona 1895-Bergamo 1953).

Il castello di San Pelagio costituiva uno spazio relativamente piccolo (larghezza 185 m, lunghezza 470 m), perciò si verificarono diversi incidenti aerei.
San Pelagio era un aeroporto di guerra frettolosamente allestito su un territorio agricolo dopo la ritirata di Caporetto. Era situato a poca distanza dall'incrocio di Mezzavia sulla strada statale 16 Adriatica. Sui campi retrostanti il castello di San Pelagio, di proprietà dei conti Zaborra, si fece la pista erbosa, si costruirono quattro hangar e qualche magazzino.
La partenza era prevista il due agosto 1918, con la partecipazione di quattordici S.V.A. Dopo un decollo regolare sulle Alpi i piloti si trovarono di fronte ad una fitta ed estesa coltre di nubi che li costrinse a rientrare verso la Pianura Padana che si era nel frattempo coperta di nebbia. Sette S.V.A. riuscirono ad atterrare a San Pelagio, gli altri sette in zone limitrofe, ma in questo tentativo tre S.V.A. furono messi fuori uso a causa di atterraggi errati: quelli dei sottotenenti piloti Alberto Grazzini, Lionello Marani e Guglielmo Vianini. Data la scarsità del tempo non vi fu poi modo di ripararli per il volo successivo. Il 9 agosto alle ore 5,15 la 87ª Squadriglia Aeroplani (Serenissima) eseguirà il volo sulla capitale austriaca, con undici aerei.

## Grandi imprese
Questo volo è stato compiuto da Arturo Ferrarin (1895-1941) e Guido Masiero (1895-1942) nel 1920. Fu compiuto in tre mesi percorrendo 18 000 km in 32 tappe. Al muro di questa stanza dedicata al volo Roma-Tokyo sono appesi i due modelli dello S.V.A.9, l'aereo dell'impresa.
Il 21 maggio 1927 Charles Lindbergh compì la prima traversata atlantica senza scalo sulla rotta New York-Parigi utilizzando il monoplano Ryan "Spirit of Saint Louis". Ci vollero 5 800 km e trentatré ore e mezzo alla velocità di 170 km/h.
Il pilota volò senza radio né paracadute guidato solo dalla bussola e dalle stelle. L'aereo trasportava 1 700 litri di carburante, non aveva finestrino anteriore ma un rudimentale periscopio.
Lindbergh vinse il premio di 25 000 dollari messo in palio dal magnate americano Raymond Orteig.
Dal 1913 al 1931 gli idrocorsa "rossi" gareggiarono per la Coppa Schneider, un trofeo francese che venne messo in palio. Fu vinto nel 1931 dall'idrovolante inglese Supermarine S. 6B.
Pochi anni dopo, la ditta Supermarine costruirà gli Spitfire, aerei da caccia della seconda guerra.
La ditta Macchi costruì il modello del Macchi M.C.72.
Giovanni Castoldi fu il progettista che a Desenzano del Garda, vinse nel 1934 il record di velocità assoluto, 709 km/h, pilotato dal maresciallo Francesco Agello (1902-1942).

## I dirigibili
Un dirigibile sempre di questo periodo è il dirigibile Italia del generale Umberto Nobile che nel 1928 si schiantò sul Polo Nord. Vi furono otto superstiti dei sedici partiti.
Un altro modello è quello del conte prussiano Ferdinand von Zeppelin (1838-1917), l'LZ 129 Hindenburg, il più grande dirigibile del mondo. 190 000 m³ di gas, quattro motori Daimler da 1 100 CV (809 kW) ciascuno, lungo 245 metri, pesante 246 000 kg, portava fino a cento passeggeri con una velocità di crociera di 124 km/h, 25 cabine con 50 posti letto, biglietto a/r 720 dollari.

## I motori

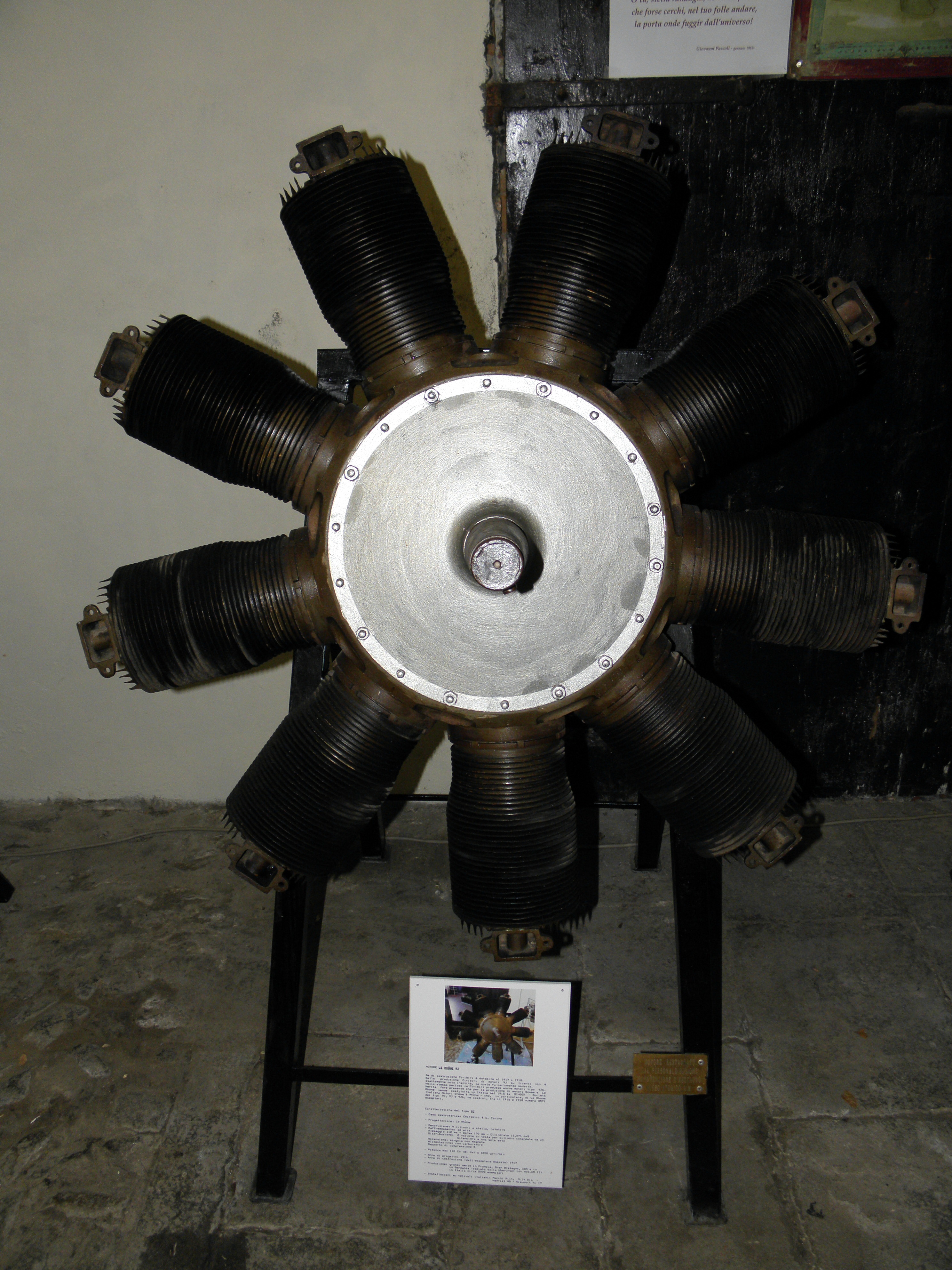
Il Le Rhône (Chiribiri) 9J.

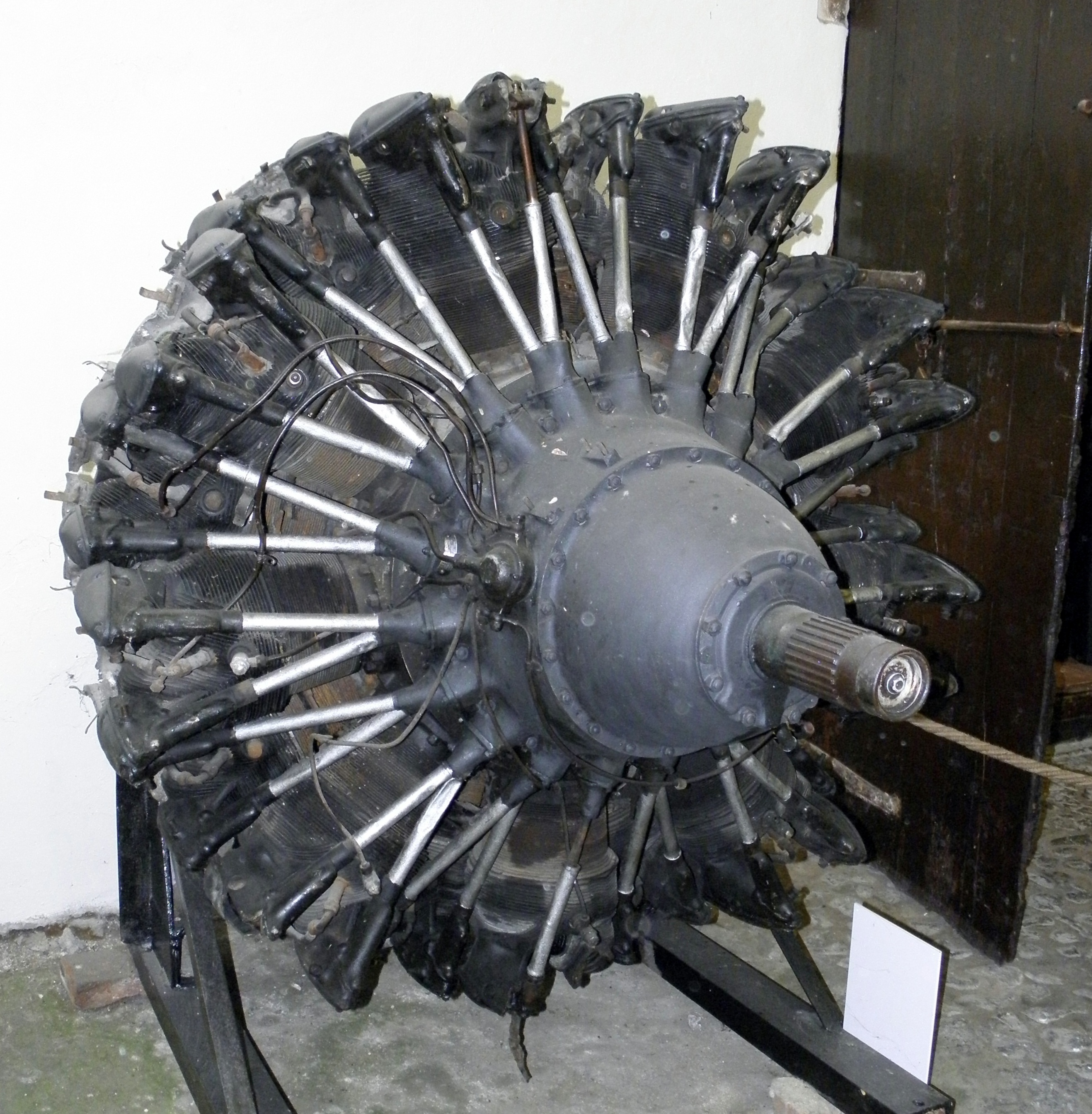
Il Piaggio P.XII.

Tra i vari motori aeronautici presenti nella collezione del museo, sono esposti al pubblico alcuni pezzi, alcuni tra i pochi presenti in strutture museali, che coprono dai primi stadi della loro evoluzione, a partire dai primi motori rotativi a pistoni radiali, dove era tutto il motore a ruotare attorno al proprio asse assieme all'elica, ai radiali (o stellari) fino a quelli a pistoni più convenzionali, dalla diversa architettura interna, in linea, a V e a V rovesciata, per arrivare agli ultimi nell'evoluzione tecnica, i motori a reazione (o a getto).
Un Le Rhône 9J francese, costruito in Italia su licenza dalla Chiribiri & C di Torino nel 1917, stellare rotativo a nove cilindri in grado di erogare una potenza pari a 210 CV (154,5 kW).
Un Piaggio P.XII, costruito nel 1936 a Genova, da 1 500 CV (1 103 kW), a diciotto cilindri, radiale a doppia stella. Era installato su aerei plurimotore da bombardamento e da trasporto.
Un Continental A65 costruito dalla statunitense Continental Motors Corporation, a quattro cilindri orizzontali opposti di 65 hp, installato su velivoli leggeri destinati al mercato dell'aviazione generale come per esempio l'Aermacchi MB.308 "Macchino".
Un Warner R-500-7 Super Scarab model 165, costruito dalla Warner Aircraft Corporation di Detroit.
Un Alfa Romeo 115 I ter, costruito dall'Alfa Romeo, a sei cilindri in linea invertiti di 215 CV, montato su molti aerei.

## Esemplari originali
Un aliante CAT 20 ha un'apertura alare di 9,7 metri e un peso a vuoto di soli 80 kg. Costruito dall'azienda italiana Cattaneo Alianti Taliedo (CAT) è stato progettato da Ettore Cattaneo (1898-1972).
Un monomotore da turismo AVIA FL.3, prodotto dall'azienda italiana Azionaria Vercellese Industrie Aeronautiche alla fine degli anni trenta, è stato utilizzato dalla R.A. nelle scuole di volo e durante la seconda guerra mondiale dalle forze dell'asse come aereo da collegamento.
Un aliante SAI Ambrosini "CANGURO", progettato dall'ing. Ermenegildo Preti (1918-1986) nel 1942. Ha un'apertura alare di circa 20 metri, proviene dall'Aeroclub di Padova ed è esposto al Museo dal 1980.
L'elicottero Agusta-Bell AB-47J utilizzato per usi civili dalla fine degli anni quaranta per l'addestramento basico e il collegamento; sono stati prodotti 5 600 esemplari fino al 1974, di questi 1200 vengono costruiti in Italia su licenza dalla Agusta di Cascina Costa, Samarate. L'equipaggio è da due a quattro persone. L'esemplare, esposto con la livrea del 15º Stormo S.A.R. proviene da Frosinone ed è nel museo dal 1985.
L'elicottero Agusta-Bell AB 204, costruito su licenza dall'Agusta in oltre 250 esemplari agli inizi degli anni sessanta. Viene impiegato dall'A.M.I. (aeronautica militare italiana) per il trasporto, il collegamento e il soccorso aereo ed è in grado di trasportare fino a undici passeggeri. Il mezzo del museo porta sulle fiancate le scritte con le date e i luoghi delle località colpite da calamità nelle quali ha prestato soccorso. Proviene da Vicenza e si trova al museo dal 1984.
L'aereo T-6 Texan monoplano biposto, costruito dalla ditta North American negli anni trenta. Durante la seconda guerra mondiale è stato utilizzato dai piloti statunitensi e britannici per l'addestramento avanzato. L'esemplare al museo, nella tipica livrea color arancio dell'Aeronautica Militare, è stato usato dai piloti italiani come addestratore basico fino agli anni settanta. Motore radiale, vel. max 335 km/h.
L'aereo Aermacchi MB-326, impiegato per l'addestramento, progettato e costruito in Italia dalla ditta Macchi e dal progettista Ermanno Bazzocchi (1914-2005). È arrivato a San Pelagio nell'ottobre del 2000 in occasione del 20º anniversario dell'apertura del Museo.

## Le donne pilota
- Amelia Earhart (1898 – 1937) dopo aver realizzato molte imprese aviatorie, scomparve nell'oceano Pacifico;
- la marchesa Raymonde de Laroche (1882 – 1919), ottenne nel 1910 il brevetto nº 36. Stabilì primati di distanza e di altezza, morì in un incidente di volo;
- Hanna Reitsch (1912 – 1979), pilotò e mise a punto le V1. Morì di morte naturale;
- Valentina Tereskova (n. 1937) con il Vostok 6 compì quarant'otto orbite intorno alla terra;
- Jaqueline Auriol (1917 – 2000) fu primatista mondiale di velocità con il Mirage IIIC;
- Rosina Ferrario (1888 – 1957) detentrice del primo brevetto italiano femminile del 1913;
- Fiorenza de Bernardi è stata la prima pilota di linea italiana.[12]

## L'esterno del museo

### Parco delle rose e dei labirinti

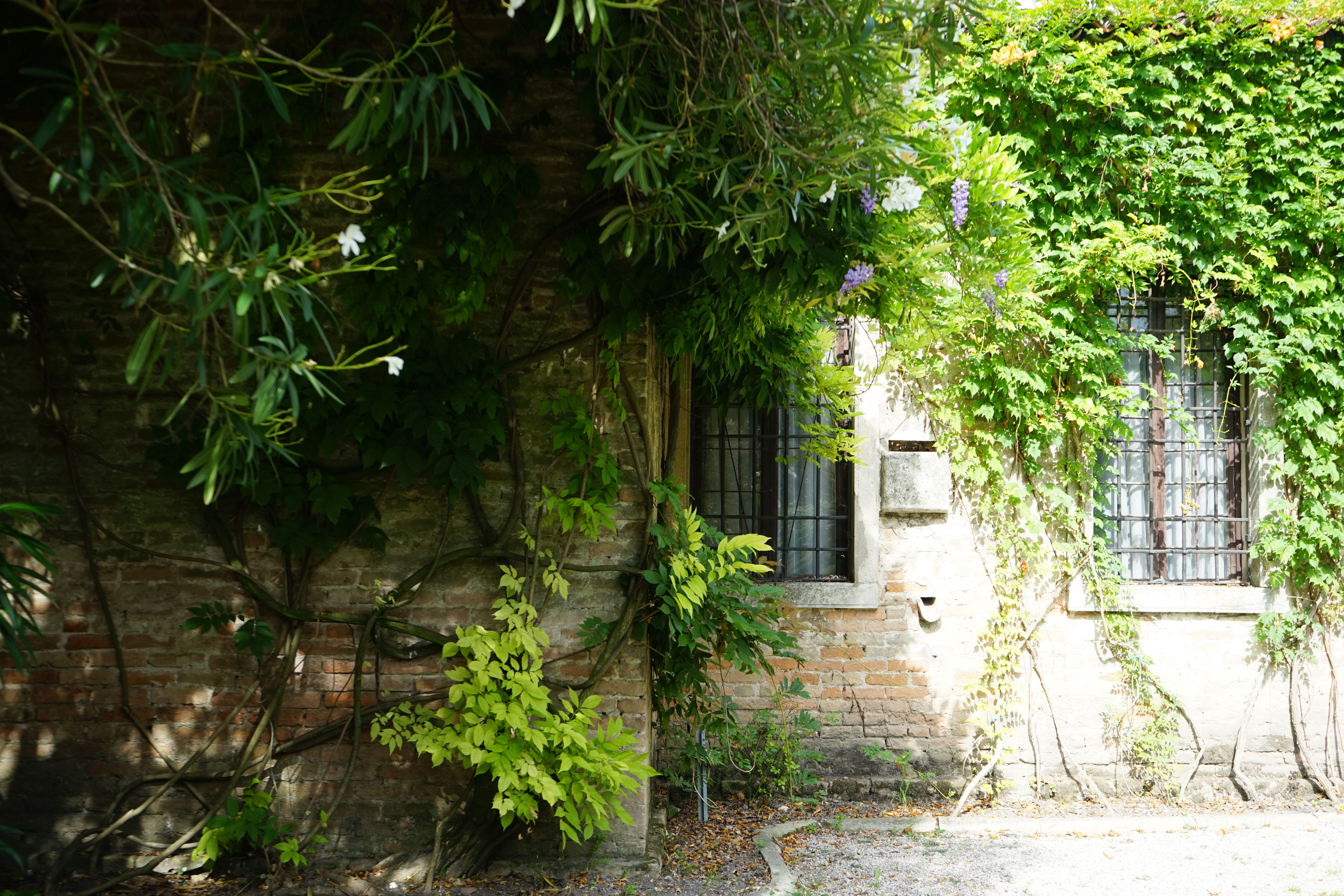
Parco Museo del volo,Castello di San Pelagio. Due Carrare, Padova

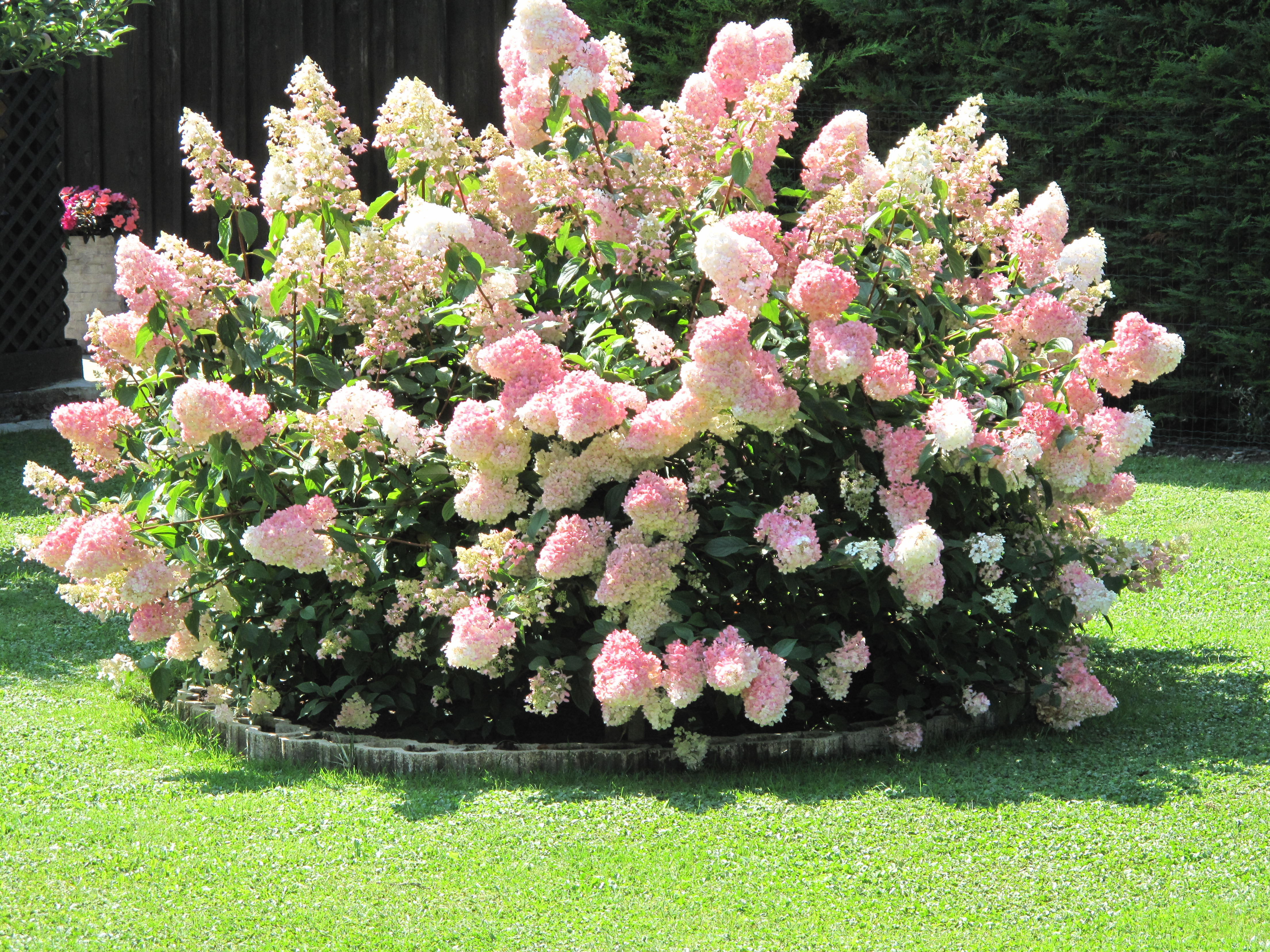
Lagerstroemia

Il Giardino di rappresentanza, il giardino principale della Villa, doveva impressionare per la sua bellezza. La geometria è quella antica: lo spazio è suddiviso in quattro parti aiuole. È un simbolismo che si trova nell'Antico Testamento così come nell'Islam e che si fonda sulla rappresentazione dei quattro elementi sacri: fuoco, aria, acqua e terra.
Nel giardino del castello si possono ammirare ben duecento specie di rose. Un esempio molto raro è la rosa Aviateur blériot, dai delicati mazzi di fiori gialli, dedicata al trasvolatore della Manica del 1909.
Il Giardino Segreto è quello interno al castello, prospiciente la Cappella, separato dalla campagna da un alto muro di cinta. È il secondo giardino della Villa. Si trattava di un giardino famigliare, dove ricevere gli amici e dove coltivare, tra le altre piante, anche le erbe aromatiche per uso culinario.
Si segnala l'antica vasca ovale in pietra il cui uso sembra sia stato termale. Sopravvivono al tempo anche alcune statue e pochi nani da giardino.
Vi crescono alberi monumentali, tra cui una Lagerstroemia trecentenaria, un Tiglio anch'esso ultracentenario e molte essenze profumate, in gran parte lungo la cosiddetta "parete dei profumi" interamente ricoperta da rampicanti fortemente profumati; tra tutti la pianta più tipica dei giardini antichi: l'erba luigia (Aloysia citriodora).
La Carpinata, un viale di carpini centenari topiati a tunnel, la cui funzione era quella di collegamento tra la zona residenziale del Castello e la campagna.
In fondo vi è l'altare dedicato alla Madonna di Loreto, protettrice degli aviatori. Una montagnola racchiude all'interno la ghiacciaia, una stanza sotterranea di circa 80 metri cubi, utilizzata in passato per la conservazione dei cibi, ha infatti una minima escursione termica tra l'estate e l'inverno con una temperatura quasi costante intorno ai 15 gradi. Durante la stagione invernale veniva riempita di neve e ghiaccio così che d'estate potesse assolvere la sua funzione di mantenimento alimentare. 
Vi sono poi tre labirinti: il "Labirinto del Minotauro" con un duplice compito: da un lato ricorda i maliziosi labirinti delle Ville Venete, luoghi di svago e di giochi amorosi, dall'altro cita il mito di Icaro e quindi la storia del volo, tema del museo.
Il labirinto del "Forse che si forse che no", dal nome del famoso romanzo dannunziano e nella struttura quello dipinto su un soffitto di Palazzo ducale a Mantova.
Il "Labirinto africano", una palizzata con il volo delle cicogne, all'interno il nostro antenato comune: l'Australopiteco; al centro il pozzo per l'acqua preziosa, una poesia e le maschere rituali.
Oggi la Villa è Museo del Volo e nei suoi giardini si trova il "Viale degli Eroi" dove vengono messe a dimora "piante aeronautiche" come l'alloro (Laurus nobilis) che, dedicato a D'Annunzio, ne ricorda la grande opera poetica, la quercia piantata in onore di Giuseppe Colombo, il matematico padovano che ha inventato i satelliti al guinzaglio (satellite Tethered), il frassino dedicato al conte da Schio che ne utilizzava il legno nella costruzione dei suoi dirigibili.
Nel parco inoltre ci sono: il brolo (orto botanico, frutteto cinto da mura o siepe), la catalpa (una specie ad alto fusto a crescita rapida, proveniente dall'America settentrionale), il prato dei cento passi con la sua area di erba spontanea, rifugio di farfalle variopinte, biotopo necessario per la moltiplicazione dei semi. Il prato ha funzione di collegamento con il paesaggio rurale circostante, assumendo così una vitale funzione bioecologica.

### Peschiera
L'antica peschiera, oggi "laghetto dell'arditezza" rettangolare circoscritto da glicini, cui si accede da un ponticello. Un tempo importante bacino d'acqua ad uso agricolo, in un secondo tempo usato come piscina.